# Seksmisja
Seksmisja  (Sexmisiune  ) este un film polonez din 1984 regizat de Juliusz Machulski. Este un film SF de comedie de acțiune care a devenit film idol. Conține un substrat ascuns de satiră politică specific timpului și locului producerii sale. Rolurile principale au fost interpretate de actorii Jerzy Stuhr, Olgierd Łukaszewicz și Beata Tyszkiewicz.

## Prezentare
În 9 august 1991 Maksymilian "Max" Paradys în încercarea sa de a găsi o aventură și Albert Starski (biolog) s-au oferit voluntari pentru prima hibernare umană creată de profesorul Wiktor Kuppelweiser, un laureat al Premiului Nobel, care a anterior a pus un cimpanzeu în stare de hibernare timp de o jumătate de an. Experimentul este considerat evenimentul epocii și este difuzat de televiziune. Hibernarea este programată pentru 3 ani.
În loc să se trezească 3 ani mai târziu, în 1994, așa cum era planificat, ei se trezesc în anul 2044, într-o lume postapocaliptică (după un eveniment nuclear), ambii având vârsta de 86 de ani.

## Distribuție
- Olgierd Łukaszewicz - Albert Starski
- Jerzy Stuhr -   Maximilian 'Max' Paradys
- Bożena Stryjkówna - Lamia Reno
- Bogusława Pawelec - Emma Dax
- Hanna Stankówna - dr Tekla
- Beata Tyszkiewicz - dr Berna
- Ryszarda Hanin - dr Jadwiga Yanda
- Barbara Ludwiżanka - Julia Novack
- Mirosława Marcheluk - Secretary
- Hanna Mikuć - Linda
- Elżbieta Zającówna - Zająconna
- Dorota Stalińska - Reporter TV (1991)
- Ewa Szykulska - Instructor
- Janusz Michałowski - Profesor Wiktor Kuppelweiser
- Wiesław Michnikowski - Excelența Sa, , conducătorul suprem al femeilor.

## Primire
Jocul video A.D. 2044 este bazat pe acest film. 